# Ostróżeczka polna
Ostróżeczka polna, ostróżka polna (Consolida regalis, właśc. Delphinium consolida L.) – gatunek rośliny należący do rodziny jaskrowatych. Występuje w stanie dzikim w środkowej Europie. W Polsce pospolita na całym niżu. W polskiej florze jest archeofitem.

## Morfologia

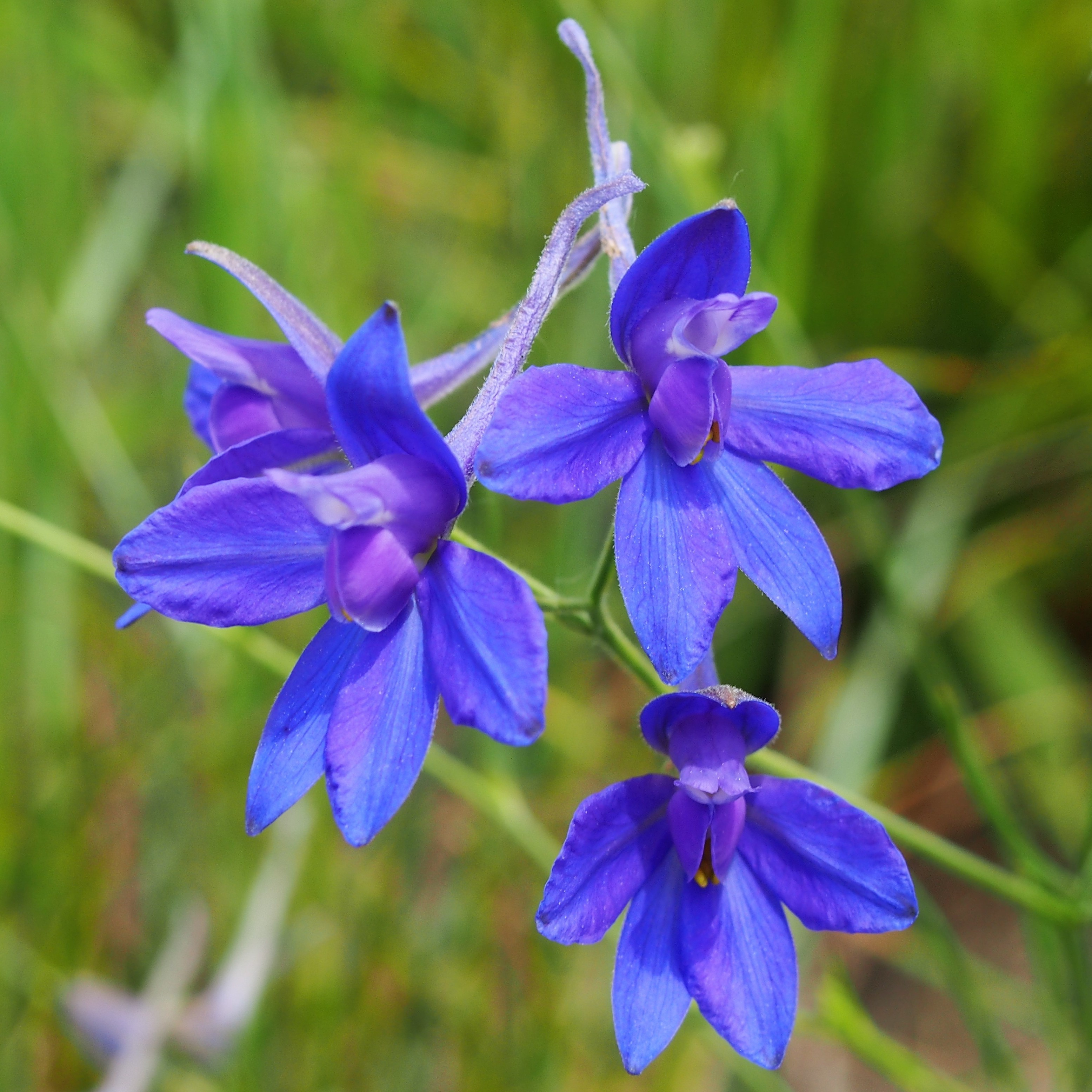
Kwiaty

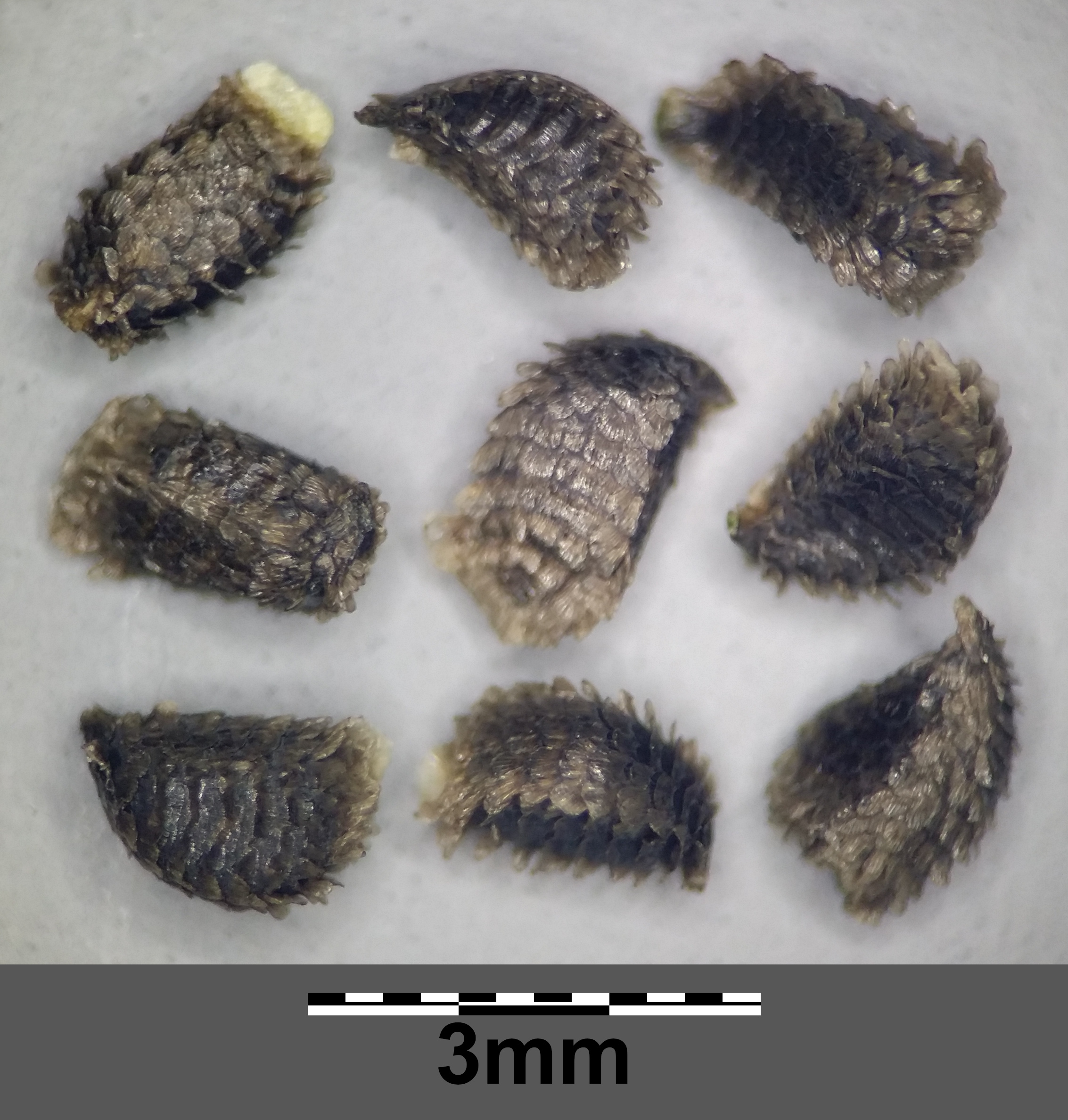
Nasiona

ŁodygaWzniesiona i rozgałęziająca się o wysokości do 70 cm.
LiściePotrójnie trójsieczne, podzielone na równowąskie łatki.
KwiatyGrzbieciste, niebieskie lub różowoniebieskie kwiaty w luźnych gronach. 5-działkowy kielich o jajowatych działkach, górna z nich zakończona jest ostrogą skierowaną ku tyłowi, lekko zagiętą do przodu. Korona składa się z dwóch zrośniętych płatków, z tyłu zakończonych ostrogą schowaną pod ostrogą kielicha. Przysadki kwiatowe dużo krótsze od szypułek.
OwocSpłaszczony mieszek o długości ok. 1 cm, zawierający ciemnobrunatne nasiona o długości ok. 2 mm.
KorzeńWrasta w ziemię do głębokości 50 cm, dzięki czemu roślina może przetrzymać długie okresy suszy.

## Biologia i ekologia

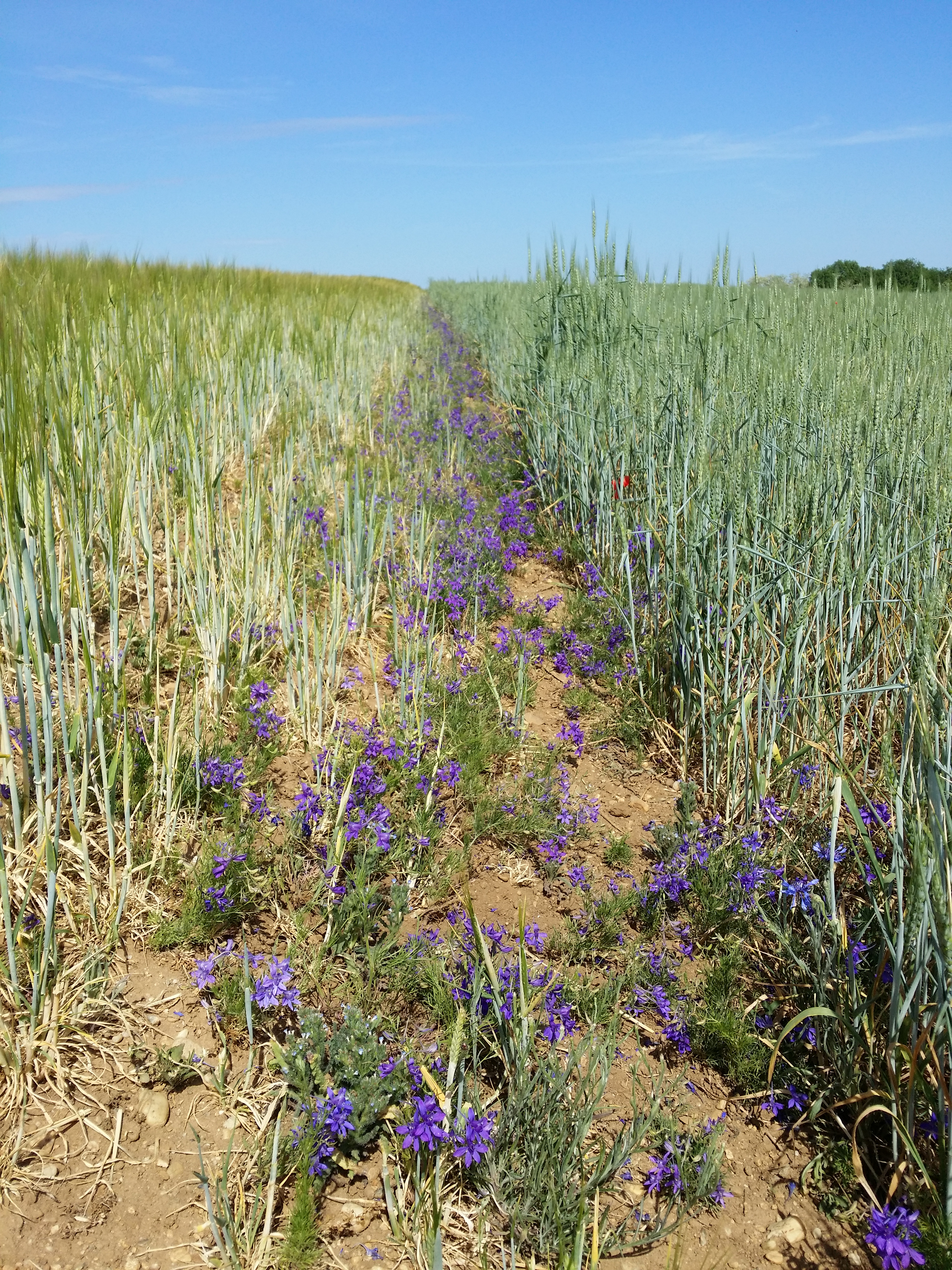
Ostróżeczka polna jako chwast w polu

Roślina jednoroczna, czasami dwuletnia. Kwitnie od czerwca do września. Przedprątne kwiaty zapylane są przez błonkówki(głównie trzmiele). Siedlisko: brzegi dróg, wysypiska, suche ugory oraz w zbożach jako chwast segetalny. Roślina wapieniolubna i wskaźnikowa gleb ilastych. W klasyfikacji zbiorowisk roślinnych gatunek charakterystyczny dla rzędu Centaureatlia cyanii i Ass. Consolido-Brometum. Roślina słabo trująca: Całe ziele, nasiona oraz kwiaty zawierają alkaloidy mogące powodować podrażnienia skóry.

## Zastosowanie
- Roślina lecznicza. Ziele (Herba Consolidae) zawiera alkaloidy i saponiny[9]. W weterynarii oraz w medycynie ludowej stosowano je do zwalczania pasożytów zewnętrznych[9]. Wyciąg z ziela znajduje się w stosowanym obecnie preparacie delacet przeciw wszom.
- Kwiatów używano dawniej do barwienia sukna na zielono, a po zmieszaniu z ałunem na niebiesko[6].

## Zagrożenia
Obecnie roślina silnie przetrzebiona przez herbicydy stosowane do ochrony upraw rolnych przed chwastami. Mniej szkodzi jej koszenie; po skoszeniu wypuszcza boczne pędy, które kwitną i owocują. Aby uchronić ją przed całkowitym wyginięciem tworzone są specjalne ogródki chwastów.